# Harpullia oococca
Harpullia oococca är en kinesträdsväxtart som beskrevs av Ludwig Radlkofer. Harpullia oococca ingår i släktet Harpullia och familjen kinesträdsväxter. Inga underarter finns listade i Catalogue of Life.